# Lee Kyoo-man
Dans ce nom coréen, le nom de famille, Lee, précède le nom personnel.
Pour les articles homonymes, voir Lee.
Lee Kyoo-man ou Lee Kyu-maan (hangeul : 이규만 ; RR : I Gyu-man) est un réalisateur, scénariste et producteur sud-coréen, né le 30 mai 1972 à Gwangmyeong (Gyeonggi).

## Biographie

### Jeunesse et formations
Lee Kyoo-man naît le 30 mai 1972 à Gwangmyeong, dans le banlieue sud de Séoul. Son père est un pasteur qui aimait faire des spectacles de marionnettes pour les voyants dans une petite église pionnière : « (…) j'ai été vraiment surpris. (…) En le regardant pratiquer, j'avais l'impression qu'il était un maître du théâtre (…). Je suppose que j'avais aussi ce genre de talent », souvient-il.
Jeune, il fréquente l'école primaire de Gyeongsu, le collège Hyosung et le lycée Seil. En pleine classe, il assiste au film Mission (1986), de Roland Joffé, qui le déchire entre christianisme et humanisme et qui le fait fuir de la maison : il n'en pouvait plus se tenir « comme un élève modèle auprès des parents de vos amis et gagner leur confiance ». Il dort chez ses amis pendant deux ans, tout en travaillant en temps partiel « en tant que commis de salle dans des restaurants, employé de café, livreur de pizza, assistant de salle de billard et employé contractuel dans une station de ski et une patinoire ».
Enfant rêveur, il souhaite être réalisateur : il essaie de s'inscrire trois fois avant d'être finalement accepté à l'université Kyungsung, à Pusan, pour étudier théâtre et cinéma.

### Carrière
Fin juillet 2006, Lee Kyoo-man tourne son premier long métrage, un thriller médical, intitulé A Thousand Tongues (천개의 혀), qui a pour thème d'un réveil pendant une opération chirurgicale et qui changera son titre en Return (리턴), l'année suivante.
Après Return, il se concentre, pendant trois ans, sur un deuxième long métrage, Children... (아이들…), un thriller dramatique, écrit en compagnie de son épouse, Lee Hyeon-jin, s'inspirant de l'affaire des Frog Boys : cinq enfants âgés de 9 à 13 ans étaient partis à la recherche de grenouilles au Mont Waryong à Daegu pour ne plus rentrer en mars 1991,. Il sort le 17 février 2011 dans son pays natal et accueillant 1 867 736 spectateurs en huit semaines.
En octobre 2019, il tourne son troisième long métrage, The Policeman's Lineage (경관의 피, 2022), un thriller d'action, adapté du roman japonais Blood of the Policeman (警官の血) de Joh Sasaki.

## Filmographie

### Réalisateur

#### Longs métrages
- 2007 : Return (리턴)
- 2011 : Children... (아이들…)
- 2022 : The Policeman's Lineage (경관의 피)

#### Courts métrages
- 1999 : Ms. Ave
- 2010 : The Famished

### Scénariste

#### Longs métrages
- 2007 : Return (리턴) (avec Lee Hyeon-jin)
- 2011 : Children... (아이들…) (avec Lee Hyeon-jin)

### Producteur

#### Long métrage
- 2015 : Eclipse de Jeong Hee-seong

#### Court métrage
- 1999 : Ms. Ave de lui-même